# Подвійний коханець
«Подвійний коханець» (фр. L'Amant double) — франко-бельгійський еротичний трилер 2017 року, поставлений режисером Франсуа Озоном. Фільм було відібрано для участі в основній конкурсній програмі 70-го Каннського міжнародного кінофестивалю (2017) у змаганні за Золоту пальмову гілку .

## Сюжет
Молода тендітна француженка Хлоя (Марина Вакт) ходить на прийом до привабливого психотерапевта Поля (Жеремі Реньє), щоб вилікуватися від депресії. Через деякий час Хлоя закохується у свого лікаря і переїжджає до нього. Однак у Пола є власні секрети, розкривати які він не поспішає.

## У ролях
| • Марина Вакт    | … | Хлоя                   |
| • Жеремі Реньє   | … | Поль                   |
| • Жаклін Біссет  | … | пані Шенкер, мати Хлої |
| • Міріам Боєр    | … | Роза, сусідка          |
| • Домінік Реймон | … | гінеколог              |
| • Фанні Сейдж    | … | Сандра Шенкер          |

## Знімальна група
- Автор сценарію — Франсуа Озон
- Режисер-постановник — Франсуа Озон
- Продюсери — Ерік Альтмаєр, Ніколя Альтмаєр
- Оператор — Мануель Дакоссе
- Композитор — Філіпп Ромбі
- Монтаж — Лор Гердетт
- Художник з костюмів — Паскалін Шаванн
- Художник-декоратор — Жульєн Тессерод
- Артдиректор — Ліліт Бекмезян

## Нагороди та номінації
| Список нагород та номінацій         | Список нагород та номінацій | Список нагород та номінацій           | Список нагород та номінацій | Список нагород та номінацій | Список нагород та номінацій |
| Кінопремія                          | Дата церемонії              | Категорія                             | Номінант(и)                 | Результат                   | Дж                          |
| ----------------------------------- | --------------------------- | ------------------------------------- | --------------------------- | --------------------------- | --------------------------- |
| Каннський міжнародний кінофестиваль | 28.05.2017                  | Золота пальмова гілка                 | Подвійний коханець          | Номінація                   | [ 2 ]                       |
| Єрусалимський кінофестиваль         | 2017                        | Премія за найкращий міжнародний фільм | Подвійний коханець          | Номінація                   |                             |
| Премія «Магрітт»                    | 3.02.2018                   | Найкращий актор                       | Жеремі Реньє                | Номінація                   | [ 5 ] [ 6 ]                 |
| Премія «Люм'єр»                     | 5.02.2018                   | Найкраща музика до фільму             | Філіпп Ромбі                | В очікуванні                | [ 7 ]                       |